# 広瀬哲樹
広瀬 哲樹（ひろせ のりき、1948年（昭和23年） - ）は、日本の経済企画官僚、エコノミスト、外交官。2009年（平成21年）9月10日からブルネイ駐箚特命全権大使。 

## 経歴・人物
1975年（昭和50年）同志社大学大学院経済研究科を修了、経済学修士号を取得する。同年経済企画庁に入庁する。1980年（昭和55年）から1982年（昭和57年）まで米プリンストン大学大学院経済学科に留学、研究生活を送る。
1985年（昭和60年）国土庁計画・調整局総務課課長補佐。1986年（昭和61年）から経済企画庁勤務。経企庁勤務のかたわら、1991年（平成3年）世界平和研究所（IIPS）首席研究員、オックスフォード大学セントアンソニー・カレッジのシニア・アソシエート・フェローも務める。総合研究開発機構（NIRA）出向、経済財政諮問会議担当、内閣府経済社会総合研究所顧問。
2003年（平成15年）7月から外務省経済協力局審議官。内閣府大臣官房審議官（経済財政分析担当）を経て、2006年（平成18年）内閣府経済社会総合研究所次長。2008年（平成20年）内閣府経済社会総合研究所顧問。2009年（平成21年）ブルネイ駐箚特命全権大使。
2012年10月2日、依願退官。2018年秋の叙勲で瑞宝中綬章を受章。

## 著作

### 単著
- 『高い成長率、乖離する購買力平価、大きな経済規模』（内閣府経済社会総合研究所、2005年7月）
- 『2025年の世界経済と中国経済』（内閣府経済社会総合研究所、2009年7月）

### 共著
- 『貿易、立地と「均衡」為替レートについて』（内閣府経済社会総合研究所、森藤拓共著、2003年2月）
- 『FTPL(Fiscal theory of price level)を巡る論点について』（内閣府経済社会総合研究所、河越正明共著、2003年5月）
- 『世界経済の中の中国』（NTT出版、浜田宏一共著、2003年11月、ISBN 4-7571-2121-0）